# ジモン・グリュックリッヒ

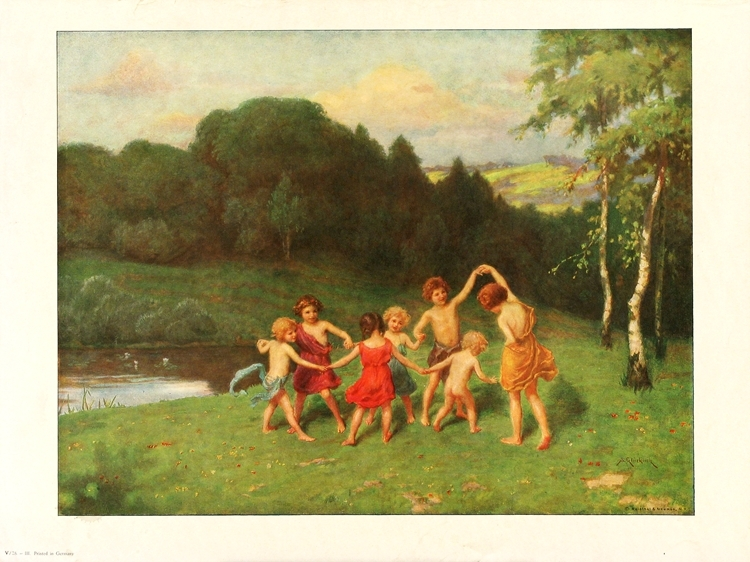

ジモン・グリュックリッヒ（Simon Glücklich、1863年3月27日ビェルスコ＝ビャワ - 1943年3月29日ミュンヘン）は、ドイツの画家。

## 生涯と活動
装飾画家レオ・グリュックリッヒの息子ジモンは、1880年から1890年にかけてウィーン美術アカデミーに所属し、1885年から1890年の間に風俗画と風景画の画家レオポルト・カール・ミュラー（1834年 - 1892年）に学んだ。
彼は1890年に北イタリアを訪れ、1920年にはバルト海を旅した。1917年まで、ジモン・グリュックリッヒはウィーンで主に活動していた。その後、彼はミュンヘンに移り、生涯そこで生活した。初期は風俗画を中心に描き、後には神話的な場面や風景画や静物画を描いた。グリュックリッヒの作品の多くは、人間と風景が幸福感のある調和をした、アール・ヌーヴォー的な様式化された彩り豊かな自然を描いているが、徐々に彼は社会慣習画、ヌード画、特に貴族と上流階級の肖像画において熟達した画家となった。

## 功績
1890年、フランツ・ヨーゼフ1世は、ウィーン・キュンストラーハウスの展示会で絵画『子供のカルテット』と、1898年には『花束』を出展した。出身地ビャワで、彼の作品は大規模に展示された。1905年、ミュンヘン国際美術展( internationalen Kunstausstellung München)で金賞を受賞した。ジモン・グリュックリッヒの作品は、ドイツの主たる美術館に所蔵されている。彼の作品は国際的に需要が高まり、作品は最大4万ユーロの価格が付いた。

## 作品
- Beim Stricken (1891) – ハンブルク美術館
- Bei der Toilette (vor 1928) - ノイエ・ピナコテーク
- Porträt Alois Senefelder (1912) - レンバッハハウス美術館
- Nähende alte Frau (um 1926) - レンバッハハウス美術館
- Frühlingshymne (1894)

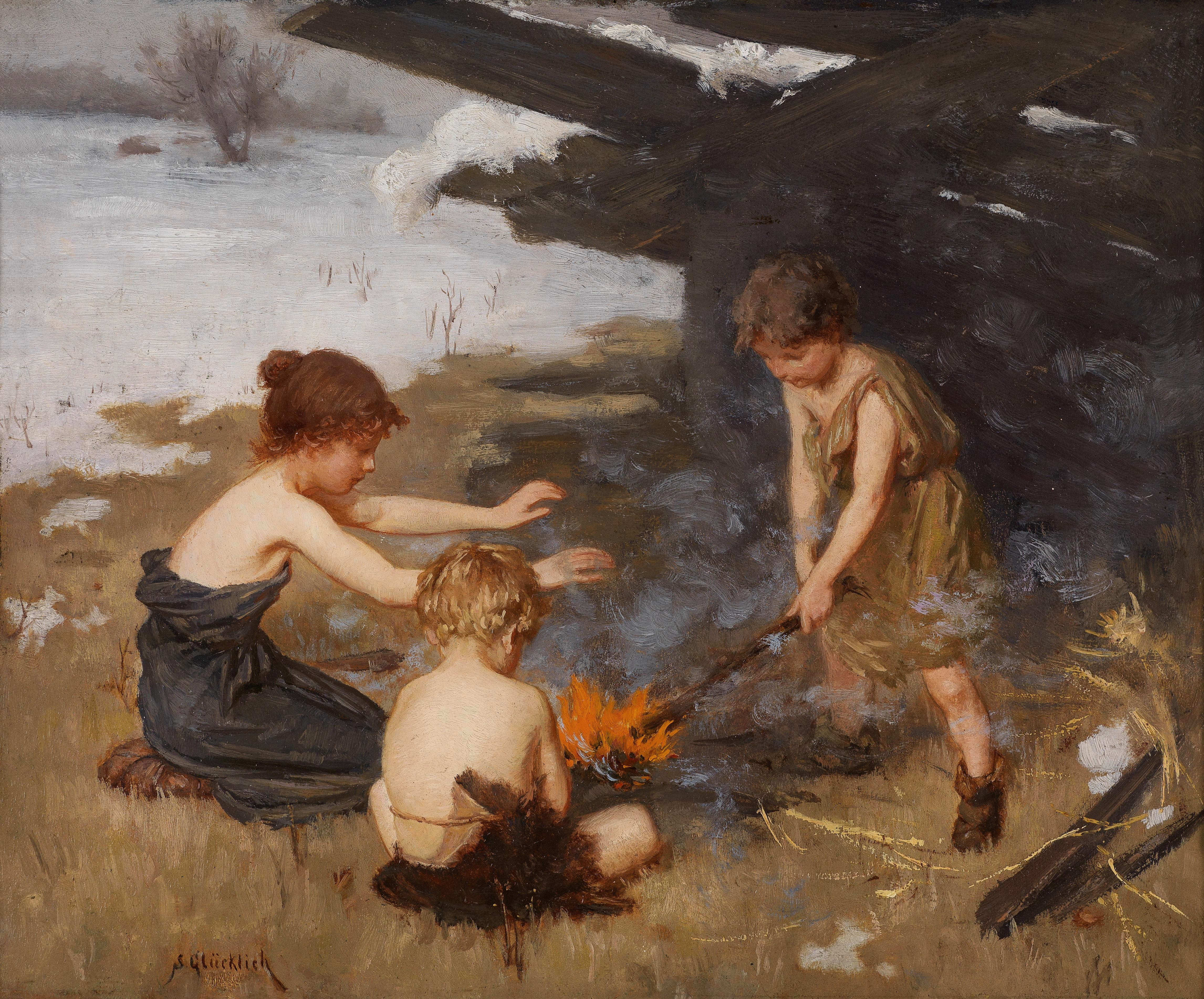
Das Lagerfeuer
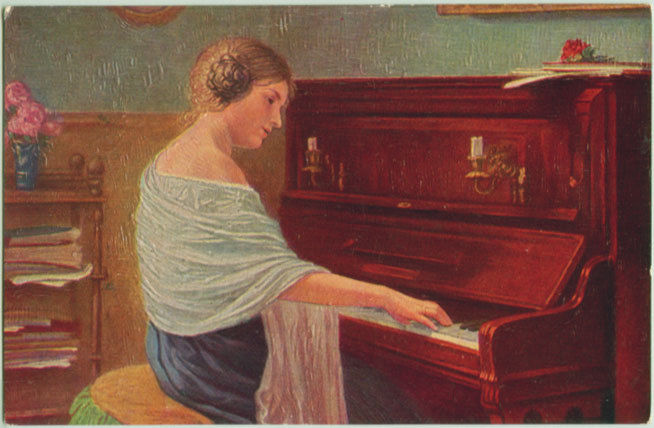
Frau am Klavier
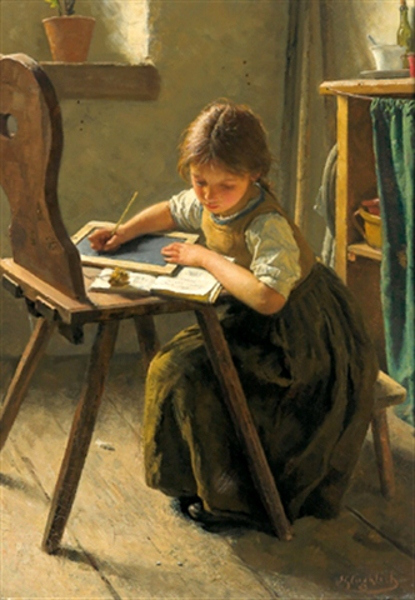
Hausaufgabe